# Port w Singapurze
Port w Singapurze – zespół obiektów i terminali pozwalający na handel morski oraz obsługę portów Singapuru. Jest drugim na świecie portem kontenerowym, za portem w Szanghaju. Był to port o największym natężeniu ruchu pod względem całkowitej przeładowanej masy ładunkowej do 2010 roku, kiedy to wyprzedził go port w Szanghaju.
Ze względu na strategiczne położenie w pobliżu Cieśniny Malakka Singapur od co najmniej dwóch stuleci jest ważnym portem przeładunkowym i ośrodkiem handlowym. Port ma kluczowe znaczenie dla importu zasobów naturalnych oraz późniejszego reeksportu produktów po ich krajowym rafinowaniu i uformowaniu w określony sposób, na przykład w procesie rafinacji ropy naftowej, w celu uzyskania przychodu o wartości dodanej.
Większość statków przepływających między Oceanem Indyjskim a Oceanem Spokojnym przepływa przez Cieśninę Singapurską. Cieśnina Johor na północy kraju jest nieprzejezdna dla statków ze względu na Groblę Johor-Singapur, zbudowaną w 1923 roku, która łączy dzielnicę Woodlands w Singapurze z miastem Johor Bahru w Malezji.
Największym operatorem portowym jest Port of Singapore Authority (PSA), który został sprywatyzowany w 1997 wraz z założeniem PSA International. PSA posiada w Singapurze 52 keje. Drugim największym operatorem w zachodnio-południowej części wyspy jest Jurong Port Pte Ltd. Jurong Port specjalizuje się w przeładunkach cargo.

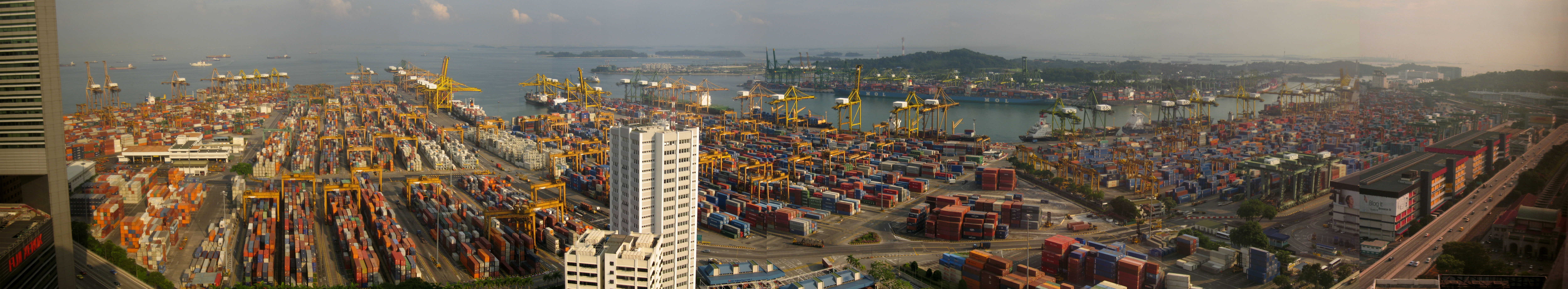
Terminal PSA Tanjong Pagar w Singapurze z wyspą Sentosa i Cieśniną Singapurską w tle.

## Operacje
Przeładunki w porcie w Singapurze:
| Rok  | Przeładunek wagowy [mln t] | Przeładunek kontenerów [tys. TEU] | Przeładunek paliw płynnych [mln t] |
| ---- | -------------------------- | --------------------------------- | ---------------------------------- |
| 1996 | 314                        | 12 900                            | 17                                 |
| 2000 | 326                        | 17 100                            | 19                                 |
| 2005 | 423                        | 23 200                            | 26                                 |
| 2010 | 503                        | 28 400                            | 41                                 |
| 2011 | 531                        | 29 938                            | 43                                 |
| 2012 | 538                        | 31 649                            | 43                                 |
| 2013 | 561                        | 32 579                            | 43                                 |
| 2014 | 581                        | 33 869                            | 42                                 |
| 2015 | 576                        | 30 922                            | 45                                 |
| 2016 | 593                        | 30 904                            | 49                                 |
| 2017 | 628                        | 33 667                            | 51                                 |
| 2018 | 630                        | 36 599                            | 50                                 |
| 2019 | 627                        | 37 196                            | 47                                 |
| 2020 | 591                        | 36 871                            | 50                                 |
| 2022 | 578,190                    |                                   |                                    |
| 2023 |                            | 39 010                            |                                    |
| 2024 |                            | 41 120                            |                                    |